# Gaglietole
Gaglietole è una frazione del comune di Collazzone (PG).
Il borgo è situato sul versante di una collina (326 m s.l.m.) a fianco della strada del torrente Puglia, che congiunge Collepepe a Foligno. I residenti sono 66.

## Storia
Il nome del paese sembra derivare, secondo la leggenda, da un antico insediamento di Galli Senoni provenienti dalla Gallia, infiltratisi nel territorio degli Umbri per controllare meglio l'espansione etrusca.
Nel 1299 il piccolo castello risultava essere abitato da 52 famiglie.

## Monumenti e luoghi d'arte
- Chiesa di San Cristoforo, all'interno del castello. Contiene una tela del Polinori, "Ultima cena e i santi Cristoforo e Sebastiano" (1629), e due tele del XVII secolo ad opera di Francesco Providoni.
- Molino del Torrone, antico mulino medievale con torre (XII secolo), in prossimità del corso del torrente Puglia.
- Chiesa della Madonna delle Grazie, vicina alla chiesa principale del Paese, recentemente ristrutturata.
- L'arco medievale, una volta ingresso al paese: nella facciata principale alloggia una scultura di pietra raffigurante il simbolo del paese.
- Chiesa Madonna del Puglia, lungo la strada del Puglia, con annesso cimitero paesano.

## Economia e manifestazioni
Il piccolo paese si basa soprattutto sull'agricoltura e l'allevamento.
Il patrono del paese è San Cristoforo e viene festeggiato nel mese di luglio con una festa durante la quale viene effettuata la benedizione dei mezzi a motore.
La festa paesana chiamata Gaglietolezze è una rievocazione medievale nei borghi del paese con cucina tipica locale e mercatini di Natale, effettuata tra il 2 e il 4 di dicembre di ogni anno.

## Sport
- Campo di calcio a 6